# Західна Одра (річка)

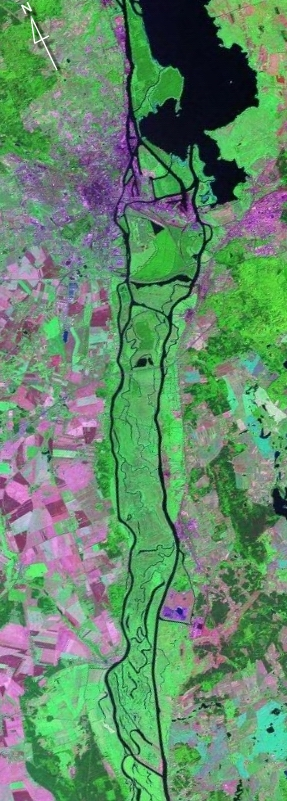
Cупутникови знімок річки

Західна Одра (niem. Вестодер) — річка, західний, лівий рукав річки Одра від села Відухова. До Скошніці знаходиться початкове русло річки Одер, більша частина якої зараз тече вздовж річки Східний Одер. Це внутрішній водний шлях, з'єднаний з каналом Хоензатен-Фрідріхсталь.
Річка протікає в долині Нижнього Одеру, розмежовуючи разом зі Східним Одером територію під назвою Мєдзьодже, де був створений ландшафтний парк Долина нижнього Одеру. Територія Медзьодже включає флювіогенні торф'яні болота та водно -болотні угіддя, перерізані мережею каналів і стариць, з якими з'єднується Західний Одер.

## Курс

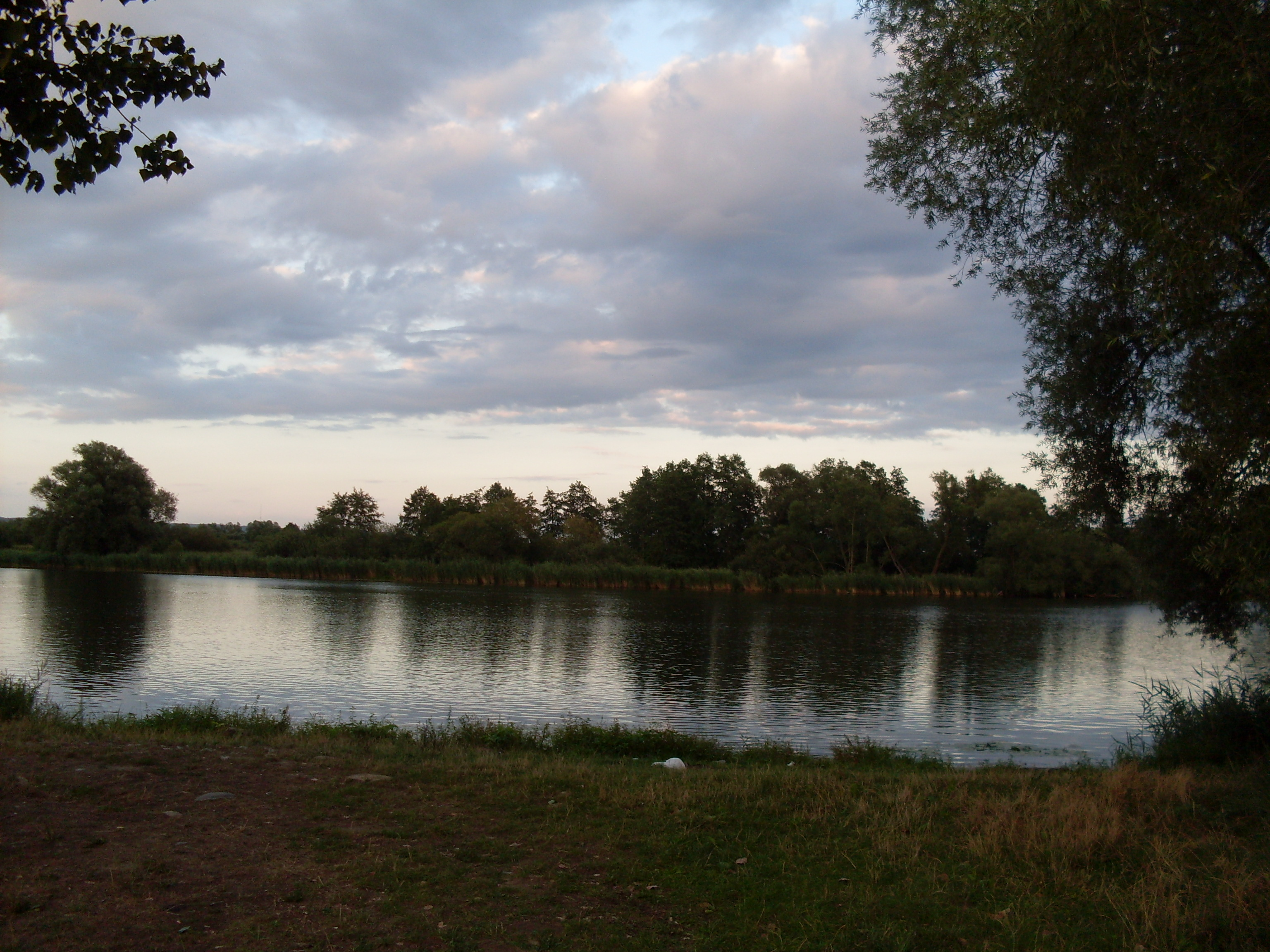
Західний Одер біля села Сядло Дольнє

Рукави Одеру відділяються на 704,1 км від витоку річки, біля села Відухова. Східний Одер на ділянці від Відухової до Грифіно був створений як штучна канава, тоді як Західний Одер є оригінальним руслом річки, через яке тече менша частина Одеру. Верхня течія рукава на ділянці 17,1 км становить польсько-німецький кордон. На початку Західного Одеру є засувна водослив, що регулює стік води приблизно через 3 км., далі рукав впадає в канал Хоенсаатен-Фрідріхсталь (HoFriWa).
Притоки: Канал Кшиж, Канал Лази, Канал Мочидловського, Вторинний Канал, Жегліця.
Над селом Паргово Західний Одер перестає бути прикордонною річкою – на захід проходить польсько-німецький кордон. Перед Щецином Куровський канал відходить від Західного Одеру, потім частина вод Східного Одеру впадає в річку через потік Скошніца. Далі основний потік з'єднується з Куровським каналом і Лісним каналом і проходить через Щецинський водний вузол.

## Історія
На початку 20-го століття рів Східного Одеру був зроблений від Відухової до Грифіно, а двокілометровий рів Західного Одеру був зроблений від Відухової на північний схід, скорочуючи меандр сучасного стику Канал (старе русло Одеру). На початку Західного Одеру в 1914 році була побудована засувна водозбірна довжина 78 м, що дозволило регулярно живити Західний Одер з мінімальними витратами. Природний гравітаційний стік спрямовувався руслом Західного Одеру, тому водослив мав спрямувати воду до нового (викопаного) русла Східного Одеру. Це також захистило Західний Одер від більшої течії та пов’язаної з нею надмірної ерозії.

## Інфраструктура

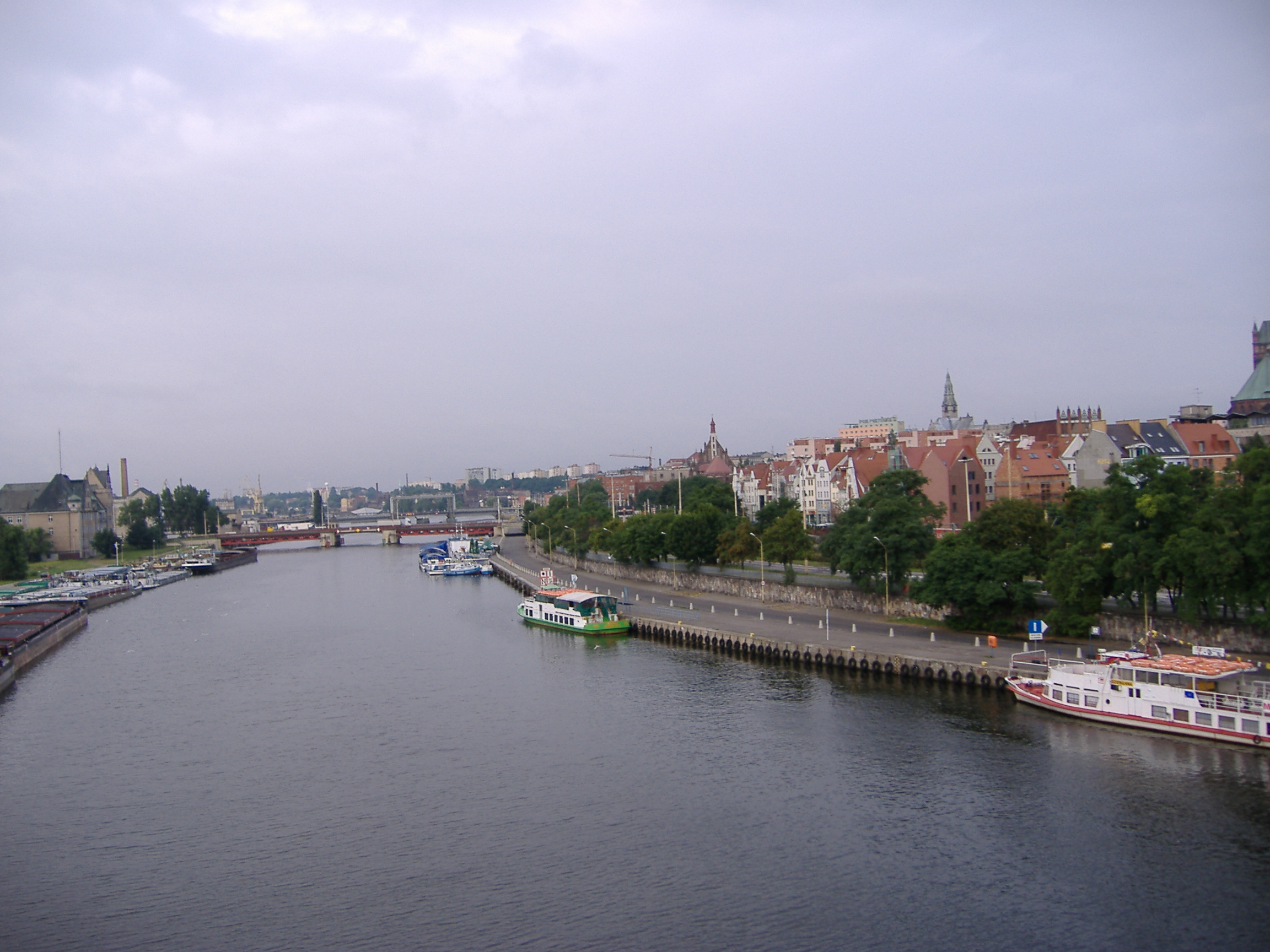
Західний Одер у Щецині; вигляд з півночі в сторону Довгого мосту

Відповідно до постанови Ради Міністрів від 2002 року про класифікацію внутрішніх водних шляхів, Західний Одер має судноплавний клас Vb і є частиною внутрішнього водного шляху, який повністю називається Одерським водним шляхом. Він знаходиться у віданні Регіонального управління водного господарства в Щецині.

## Санітарний стан
У 2007 році проведено контрольні вимірювання Західного Одеру в місті Мещерін на 14,6 км, де якість води оцінено як III клас чистоти. У 2005 році також були проведені вимірювання на мосту автомагістралі А6 на 25,4 км, де якість води була оцінена як III клас.

## Охорона природи
Встановлено дві охоронні зони, де щорічно з 1 січня по 15 травня забороняється вилов риби та діяльність, що завдає шкоди рибам. Перша дільниця охоплює ділянку Західного Одеру від автоматичного шлюзу в гирлі каналу Кшиж до шлюзу в гирлі Стара Регаліца. Друга ділянка виділена на 2000 м перед гирлом потоку Скошниця.
Східний берег Західного Одеру утворює межу ландшафтного парку Долина Нижнього Одеру, що тягнеться далі на схід.